# Gerardo Núñez (político)
Gerardo Héctor Núñez Fallabrino (Montevideo, 18 de febrero de 1985) es un político uruguayo integrante del Partido Comunista de Uruguay. Desde 2016 es diputado por el Frente Amplio y coordinador de la bancada de dicho partido desde septiembre de 2020.

## Biografía
Nació en Montevideo y creció en el barrio Manga. Su madre es maestra de apoyo de idiomas y su padre mecánico industrial, y tiene dos hermanos.
Se graduó de licenciado en psicología en la Facultad de Psicología de la Universidad de la República (UDELAR), aunque no ha hecho ejercicio de la profesión. Tiene dos hijas.
Pertenece al Partido Comunista de Uruguay, del cual ha sido miembro del Comité Ejecutivo Nacional. Comenzó su militancia juvenil en el movimiento estudiantil, tanto a nivel de la enseñanza secundaria, como en la Universidad a través de la Federación de Estudiantes Universitarios del Uruguay. Fue secretario general de la Unión de la Juventud Comunista hasta 2015.
Ingresó a la Cámara de Representantes del Poder Legislativo en el período desde 2015 al 2020 como primer suplente de Oscar Andrade hasta la renuncia del diputado, en junio de 2016, momento en que asumió la titularidad de la banca. Ha presidido la Comisión de Defensa de la Cámara de Diputados y ha integrado la Comisión de Legislación del Trabajo, de la Comisión Investigadora de la Gestión de ASSE, y de la Comisión Especial de Estudio de la Ley de Partidos Políticos. Fue integrante y presidente de la comisión investigadora ante la Cámara de Representantes sobre los posibles actos de inteligencia militar realizados en democracia a políticos y empresarios.
Renovó su banca en la Cámara de Diputados para el período desde 2020 al 2025 e integra las comisiones de Control y Supervisión del Sistema Nacional de Inteligencia de Estado, Defensa, y Legislación del Trabajo.
A raíz de su participación en una comisión parlamentaria, investigó sobre la continuidad del espionaje militar de la dictadura uruguaya durante la democracia. El análisis se centró en archivos del periodo 1987-1999 y la conclusión del mismo, según el propio Gerardo Núñez, es que "el espionaje se desarrolló para frenar los movimientos de Verdad y Justicia y para garantizar la impunidad" en Uruguay. La sospecha sobre estos actos de espionaje militar habían surgido en 2015 a partir de la publicación de miles de archivos por parte de un semanario local. Tal como expuso el propio Núñez, dichos actos constituyeron delitos que violaron derechos de toda la sociedad uruguaya, por lo que fueron remitidos a la Fiscalía General de la Nación.

## Libros
En 2018 publicó Espías de la democracia por la Editorial Fin de Siglo, como resultado de las investigaciones que encabezó sobre el espionaje militar durante la democracia. El prólogo es de la historiadora Isabel Wschebor.
El libro fue presentado en la 41.ª Feria Internacional del Libro de Uruguay en la Intendencia de Montevideo en octubre de 2018. También fue presentado en el AEBU junto a Eduardo Fernández Farías en diciembre del mismo año.
En 2020 publicó El Partido de la Resistencia mediante la editorial Fin de Siglo. Este trabajo emana del estudio del papel del Partido Comunista y el "pueblo uruguayo"  en la resistencia a la Dictadura Uruguaya (1973-1985). Según el autor, "sus militantes participaron de ese proceso a todo riesgo, con mucho coraje, desde la clandestinidad, desde la cárcel, desde el exilio. Lo hicieron valiéndose de una red organizativa y partidaria, implementada a esos efectos, que continuó enfrentando como pudo, en las peores circunstancias, los planes de exterminio dispuestos por el régimen, contando con la solidaridad entre familias, mujeres, hombres, viejos, jóvenes, que se jugaron el pellejo en situaciones extremas." En mayo del 2021 la editorial, mediante el autor, anunció una segunda edición del libro por sus ventas.

## Denuncia y renuncia
En 2022 Núñez fue acusado en las redes sociales de haber cometido abuso sexual y violencia de género, denuncia que se saldó con un pedido de disculpas públicas de la denunciante ya que Núñez la acusó de difamación. Posteriormente, otra persona (con quien mantenía una relación) lo denunció por violencia psicológica y maltratos. Las medidas de distanciamiento que recibió Núñez, y que caducaron el 26 de noviembre de 2022, luego de 180 días, implicaban el no acercamiento a la denunciante por un radio no menor a 500 metros. Además, la Justicia dispuso pericias psicológicas y psiquiátricas para la denunciante y el denunciado. El diputado Núñez fue intimado por la Justicia a asistir a un programa para quienes ejercen la violencia de género. Luego de que no existiera ningún altercado mientras rigieron las medidas cautelares, la abogada de la expareja solicitó la suspensión de las pericias previamente establecidas, y el archivo de la causa, una vez se cumplieran todas las medidas que había dispuesto la Justicia. La causa se archivó el 26 de enero por la jueza de feria María Fátima Boné. Finalmente en marzo de 2023 el Partido Comunista acordó con Núñez la renuncia a su banca ya que "no estaban dadas las condiciones" para seguir ejerciéndola como correspondía.